# Hunger (2008)
Hunger ist das 2008 erschienene Regiedebüt des britischen Künstlers Steve McQueen, der gemeinsam mit Enda Walsh auch das Drehbuch verfasste. Der Film thematisiert den von IRA-Mitglied Bobby Sands ausgerufenen Hungerstreik im nordirischen Maze-Gefängnis 1981.

## Handlung
1981, Nordirland: Die Terroristen der IRA, welche im Hochsicherheitstrakt des Maze-Gefängnisses inhaftiert sind, wollen als politische Gefangene anerkannt werden. Aus Protest weigern sie sich die Gefängniskleidung zu tragen, beschmieren die Zellenwände mit Exkrementen und waschen sich nicht. Die Gefängniswärter und extra dafür herbeigerufene Polizeikräfte misshandeln die Insassen regelmäßig. Einer der Wärter, Ray Lohan, wird daraufhin von einem Attentäter erschossen. Bobby Sands kündigt in einem Gespräch mit dem Priester Moran an, zusammen mit anderen Gefangenen in den Hungerstreik einzutreten, um ihre Forderungen durchzusetzen. Moran bezeichnet dies als Suizid und versucht, Sands von der Idee abzubringen, doch dieser antwortet, es sei Mord, da ihre legitimen Forderungen nicht beachtet werden. Sands ist fest entschlossen, notfalls sein Leben für seine politischen Ziele zu opfern. Nach neun Wochen stirbt er an Unterernährung. In seinen letzten Momenten begegnet er sich selbst als Kind. Seine Eltern besuchen ihn noch. Seinen Tod symbolisieren Bilder fliegender Raben. Der Film endet damit, dass Wärter Sands’ stark abgemagerte Leiche auf einer Bahre wegbringen.

## Hintergrund
Kernstück des Filmes ist das Gespräch zwischen Bobby Sands und dem Priester Moran, das in einer 17 Minuten langen Plansequenz gedreht wurde.
Hauptdarsteller Michael Fassbender verlor während der Dreharbeiten unter ärztlicher Aufsicht 20 kg Gewicht, um das Verhungern Sands realistisch darstellen zu können.
Hunger feierte am 15. Mai 2008 bei den Filmfestspielen von Cannes seine Weltpremiere, wo er mit der Goldenen Kamera ausgezeichnet wurde. Im Oktober 2008 kam der Film in mehreren europäischen Staaten in die Kinos, auch in den USA war er in ausgewählten Lichtspielhäusern zu sehen. In Deutschland wurde er im Juli 2009 zuerst auf DVD veröffentlicht und kam im August desselben Jahres in einige Kinos.

## Kritik
Die Kritiken in englischsprachigen Ländern sind überwiegend positiv ausgefallen. So zählte Rotten Tomatoes im August 2009 über 100 Kritiken, von denen 90 % den Film positiv bewerteten. Das Portal formuliert als Konsens: „Unnachgiebig, kompromisslos, lebendig und vital. Steve McQueens anspruchsvolles Debüt ist nicht für schwache Nerven, aber trotzdem eine höchst lohnende Nacherzählung unruhiger Zeiten.“
Auch die deutschsprachigen Kritiken waren vor allem positiv. Mennan Yapo bezeichnete den Film im Spiegel als „konsequent, brutal und radikal“ und eine „sinnliche Fusion von Inszenierung, Schauspiel, Bildkomposition und Tongestaltung, die den Zuschauer in den Bann zieht“.
Susan Vahabzadeh kommentierte in der Süddeutschen Zeitung: „Wie McQueen sich manchmal auf einen Kratzer auf der Haut konzentriert, auf fallende Brotkrumen, Nebensächlichkeiten – das ist reine Beobachtung, das hat eine eigenartige Schönheit von jener Art, die einen um den Nachtschlaf bringt; weil sich diese Beobachtung dem Wert des Lebens in jedem Augenblick bewusst ist.“
Die medienpolitische Fachzeitschrift M – Menschen Machen Medien urteilte: „‚Hunger‘ […] ist einer der unerträglichsten, schaurigsten und zugleich großartigsten Filme der vergangenen Jahre, bei dem man oft wegschauen möchte, sich aber dem Sog der Geschichte nicht entziehen kann, mit den gemarterten Protagonisten mitleidet und zutiefst beeindruckt ist von ihrer charakterlichen Stärke.“
Die detaillierte Ausgestaltung wurde auch negativ aufgenommen, so bei Armond White, der den Film eher als hochkulturelle Selbstbeweihräucherung wertete und als platten Versuch, einen eher weltlichen Plot durch religiöse Bezüge aufzuplustern.

## Auszeichnungen (Auswahl)
British Academy Film Awards 2009
- Beste Nachwuchsleistung (Steve McQueen)

British Independent Film Awards 2008
- Bester Schauspieler (Michael Fassbender)
- Douglas Hickox Award (Steve McQueen)

Chicago International Film Festival 2008
- Gold Hugo (Steve McQueen)
- Silver Hugo: Bester Schauspieler (Michael Fassbender)

Europäischer Filmpreis 2008
- European Discovery of the Year (Steve McQueen)

Internationale Filmfestspiele von Cannes 2008
- Caméra d’Or (Steve McQueen)

London Critics’ Circle Film Award 2009
- Breakthrough British Filmmaker (Steve McQueen)
- Bester britischer Schauspieler (Michael Fassbender)

Los Angeles Film Critics Association Awards 2008
- Bester Nachwuchs (Steve McQueen)

Stockholm International Film Festival 2008
- Bester Schauspieler (Michael Fassbender)
- Bestes Regiedebüt (Steve McQueen)

Sydney Film Festival 2008
- Official Competition Award (Steve McQueen)

Toronto International Film Festival 2008
- Discovery Award (Steve McQueen)